# Clásico capitalino (Colombie)
Pour les articles homonymes, voir Clásico capitalino (homonymie).
La rivalité entre l'Independiente Santa Fe et les Millonarios, également connue sous le nom de Clásico capitalino, se réfère à l'antagonisme entre deux des principaux clubs de football de la ville de Bogota, l'Independiente créé en 1941 et les Millonarios créé en 1946. Les deux clubs évoluent au stade Campín. 
La rivalité est sportive et apparait en 1948.

## Histoire

### Origines de la rivalité

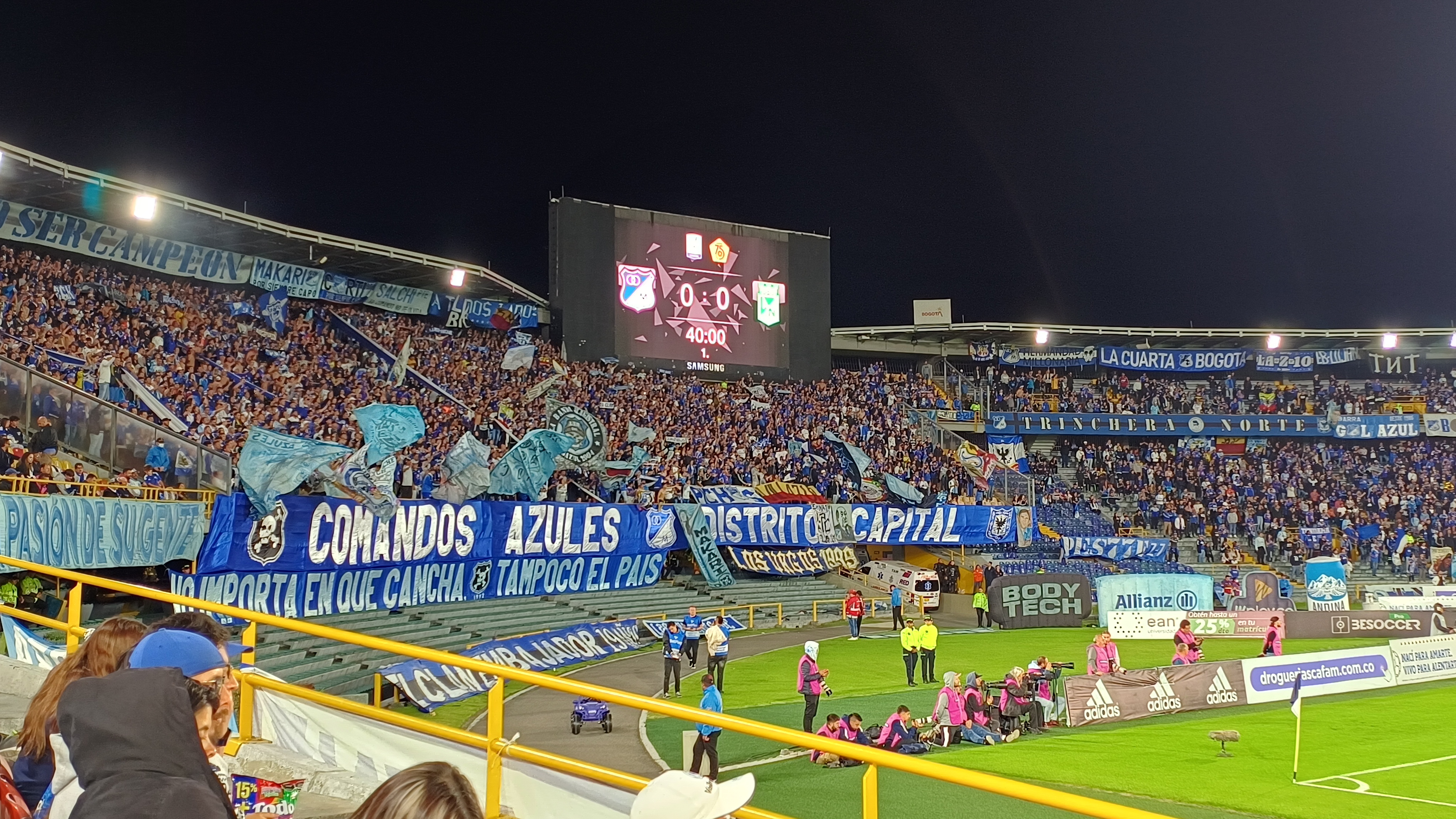
Supporters des Millonarios (22 mars 2008).

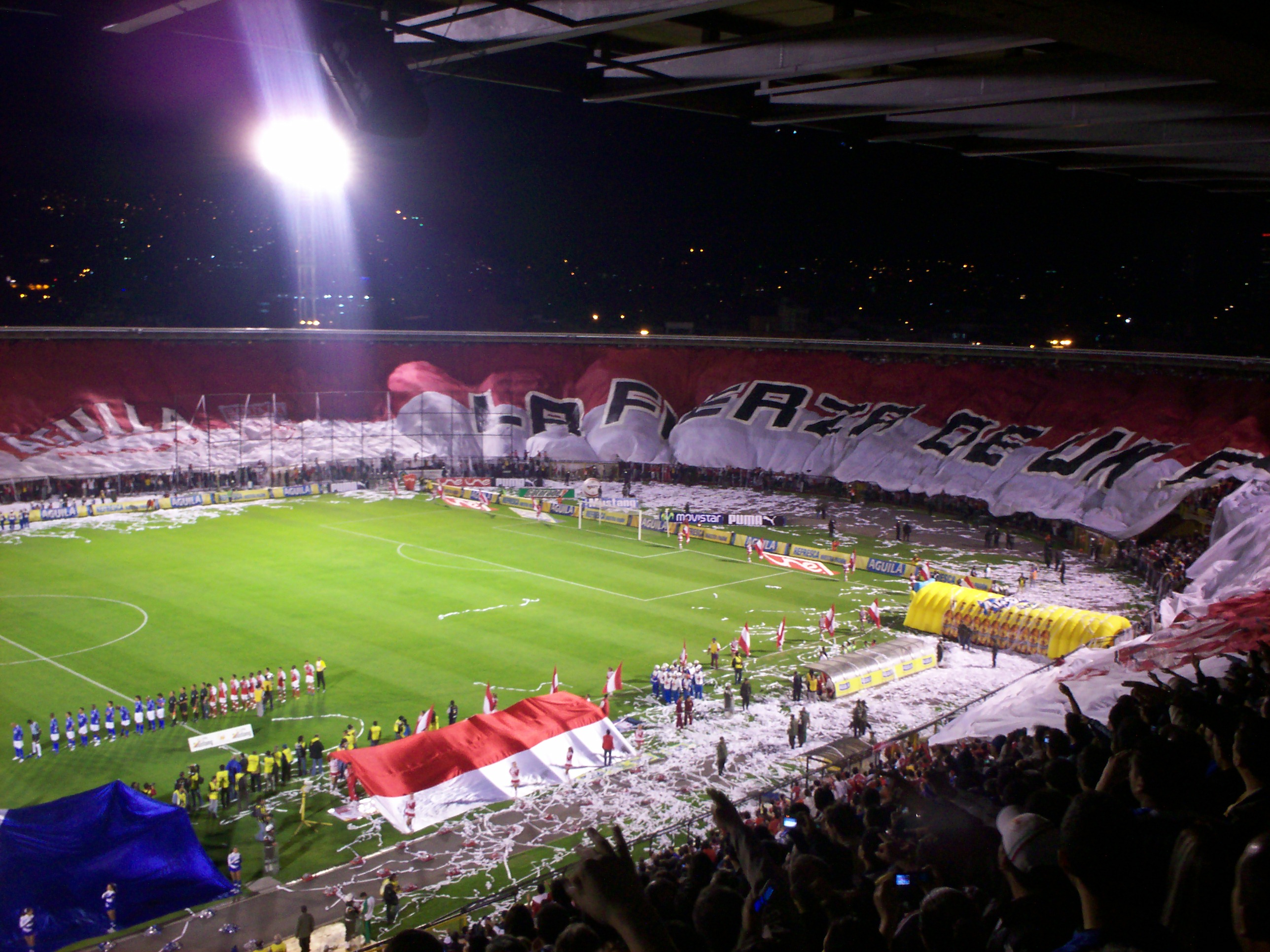
Supporters de Santa Fe (22 mars 2008).

Les deux clubs sont créés par des groupes d'étudiants de Bogotá ainsi la rivalité entre les deux clubs a des origines uniquement sportives. Cette rivalité prend racine dès la toute première édition du championnat en 1948, que Santa Fe remporte. Les champions 1948 battent par deux fois les Millonarios, à domicile par cinq buts à trois et à l'extérieur sur un score de un but à deux.

### 1949-1953: Domination des Millonarios
Entre 1949 et 1953, les Millonarios remportent quatre championnats. Emmenés par Alfredo Di Stéfano, le club bat Santa Fe par deux fois six à zéro en 1952 et 1954. 

### Décembre 1978: les Millonarios, champion à la dernière journée
Les deux clubs participent au tournoi quadrangulaire qui permet de désigner le champion. Lors de la sixième et dernière journée, les Millonarios, qui comptent dans leur rang Willington Ortiz, battent Santa Fe par trois buts à un et remportent le titre.

### Février 1992: unscore fleuveen guise de revanche
Lors du championnat 1992, soit trente-huit années après le six à zéro de 1954, Santa Fe dispose des Millonarios sur un score fleuve comparable et prend une "revanche". Adolfo Valencia marque deux buts et l'Independiente gagne par sept buts à trois.

« J'ai vécu de nombreux clásicos mais celui-là, je préfère oublier. »

— Óscar Córdoba, gardien de but des Millonarios lors du match

### Mars 2006: 3-0 à la mi-temps, 3-3 score final
Santa Fe réalise une remontée de trois buts en seconde mi-temps et signe un score final de trois partout alors que le club perd trois à zéro à la mi-temps et trois à deux à dix minutes de la fin du match. David Montoya est blessé et demande avant la rencontre à être remplaçant, il entre contre son gré sur le terrain en seconde période et signe un triplé.  

## Palmarès
| Club                   | Championnat | Coupe | Copa Merconorte |
| ---------------------- | ----------- | ----- | --------------- |
| Independiente Santa Fe | 8           | 2     | -               |
| Los Millonarios        | 14          | 3     | 1               |

Parmi ces titres, certains sont acquis contre le rival. En confrontation directe lors d'une finale ou en confrontation indirecte par le biais d'une place de champion et du rival vice-champion.
- Titres acquis par l'Independiente aux dépens des Millonarios : 
  - Championnat (1) : 1975.

- Titres acquis par les Millonarios aux dépens de l'Independiente : 
  - Championnat (1) : 1963.

## Navigation